# كونتية أوسونا
كونتية أوسونا هي إحدى كونتيات منطقة كتالونيا، تأسست خلال العصور الوسطى المبكرة والمتأخرة كجزءٍ من منطقة الثغر الإسباني، كانت عاصمتها تقع في مدينة فيتش، وتتمثَّل حدودها تقريبياً بدائرة أوسونا الحديثة في إسبانيا.
فتحت على أيدي المسلمين أبرشية أوسونا القديمة إلى جانب سائر الأندلس في مطلع القرن الثاني الهجري (الثامن الميلادي)، وبعد ذلك بنحو قرنٍ من الزمن، بدأت المنطقة بالسقوط في يد الممالك المسيحية. ففي عام 798 أمر لويس الورع ملك الفرنجة قائداً قوطياً يدعى بورل بالذهاب إلى منطقة أوسونا - المهجورة آنذاك - لإعادة بناء قلاع فيتش وكاردونا وكاسيريس استعداداً للاستيلاء على المنطقة، وقد سيطر الفرنجة بالفعل على أولى هذه المدن في عام 799م. كان بورل يمتلك عند هذه المرحلة بالفعل لقب كونت سيردانيا وأورغل، وعقب حصار وسقوط برشلونة على يده عام 801، مُنِحت له أوسونا هي الأخرى لتُصبِح كونتية، وكان هو كونتها الأول. توفي بورل في عام 820، فنقل ملك الفرنجة سلطة كونت أوسونا ليضمُّها إلى سلطات كونت برشلونة آنذاك، وهو رامبون. رغم ذلك، فقد اندلعت ثورة في المنطقة عام 826 بزعامة غويليميندوس كونت رازس وعيشون بن سليمان العرابي النبيل المسلم، وتمكَّنا بمساعدة الدولة الأموية في الأندلس من انتزاع أوسونا من أيدي الفرنجة. ظلَّت أوسونا مهجورة بعد ذلك وخارجة عن سيطرة الفرنجة حتى عام 879، وفي خلال هذه الفترة كانت تعتبر جزءاً من كونتية برشلونة.
بدأ ويلفريد المشعر في عام 879م بإعادة سكان أوسونا إليها، ومنحهم بعض الأراضي إقطاعياً ليقوموا بحرثها وزراعتها، وتحوَّلت أوسونا إثر ذلك إلى منطقة أساسية في كتالونيا. أصبح هناك وجود في المنطقة للفيسوكنتات بدءاً من عام 900، وساهم هؤلاء الفيسوكنتات بالحكم إلى جانب الكونتات المتمركزين ببرشلونة. وقد قام مؤسسة الفيسكونتية - ويلفريد المشعر - أيضاً ببناء قلاع جديدة لتحصين أوسونا، منها قلاع توريلو (881) ومونتغورني (887) وتارابلدي (892)، وكانت إدارة هذه الحصون تؤول إما إلى كونت أوسونا مباشرة أو إلى رئيس للقلعة يكون من الإقطاعيّين المتنفّذين بالمناطق المجاورة، وقد باتت القلاع وقادتها بعد إعادة إسكان المنطقة المؤسسة الحاكمة الرئيسية في أوسونا.أيضاً، أعاد ويلفريد المشعر تنظيم الكنيسة في أوسونا، فبعد الأبرشية أسس ويلفريد دير سان خوان دي لاس أباديساس، الذي أصبح أهم مؤسسة كنسيَّة في الكونتية.
خلال القرن العاشر الميلادي ظلَّت أوسونا متربطة ببرشلونة، عدا عن فترةٍ قصيرة من استقلالها تحت حكم إرمينغول كونت أوسونا بين عامي 939 و943. في عام 990، فُصِلت مقاطعة بيرغا إدارياً عن أوسونا وألحقت بسيردانيا. ثم في عام 1035 استقلت أوسونا عن إدارة برشلونة لفترة قصيرة أخرى، وذلك عندما توفي كونت برشلونة ريموند برانجيه الأول ليوصي بترك أوسونا إلى أرملته غويسلا دي لوشا، وظلَّت تحكمها مع ابنها وليام حتى زواجها الثاني، فأصبح وليام يحكم أوسونا وحيداً لفترة قبل أن تعود إلى سلطة برشلونة. زيدت مساحة الكونتية لاحقاً بضمِّ كونيتة مانريسا إليها.
تنازل كونت برشلونة ريموند برانجيه الثالث عن كونتية أوسونا كمهرٍ لبرنارد الثالث كونت بيسالو، الذي تزوج ابنة ريموند جيمينا في عام 1107. إلا إنَّ جيمينا وزوجها برنارد توفيا بدون أن يتركا أيَّ وريث، فعادت تبعية أوسونا مجدداً إلى كونتية برشلونة. وكانت هذه نهاية الوجود المستقلّ لكونتية أوسونا، وتوقف استخدام لقب "كونت أوسونا". أعيد استخدام اللقب فيما بعد بين عائلة كابرا في عام 1356، ثم انتقل إلى العائلة الحاكمة لبلدية مونكادا ي ريتشاتش في عام 1574، ثم مدينة سالم في عام 1722، رغم ذلك، فإنَّ أياً من هذه العائلات لم تحكم منطقة أوسونا فعلياً.

## قائمة الكونتات
فيما يلي قائمة بكونتات أوسونا:
- بورل: 798 - 820.
- رامبون: 820 - 825.
- برنارد: 825 - 826.
- غويليميندوس وعيشون: 826 - 827.
- كونتات برشلونة: 827 - 939.
- إرمينغول: 939 - 943.
- كونتات برشلونة: 943 - 1035.
- غويسلا دي لوشا وابنها وليام: 1035 - 1054.
- كونتات برشلونة: 1054 - 1107.
- جيمينا: 1107 - 1149.
- برنارد: 1107 - 1111.
- كونتات برشلونة، واختفاء الكونتية من غير رجعة.

## كتب
- Lewis, Archibald Ross. The Development of Southern French and Catalan Society, 718–1050. University of Texas Press: Austin, 1965.
- Bolòs, Jordi  [لغات أخرى]‏ and Víctor Hurtado. Atles del comtat d'Osona (798–993). Barcelona: Rafael Dalmau, 2001. ISBN 84-232-0632-7.